# Erik Holmberg (producent)
För astronomen, se Erik Holmberg (astronom).
Erik Hjalmar Holmberg, född 21 december 1970, är en svensk musiker och musikproducent.
Tillsammans med sångaren Chris Lancelot (Krister Linder) ingick han i duon Dive, som utgav tre studioalbum under 1990-talet. 
Holmberg har senare producerat ett antal album åt diverse artister, bland andra Stina Nordenstam, Doris Days, Claes Dorthé, och Stephan Eicher.
Han har bidragit med program för Sveriges radio och skrivit signaturer åt Sveriges television.
Som musiker och tekniker har han arbetat med artister som Tommy Körberg, Mats Ronander, Papa Dee, Regina Lund, och CajsaStina Åkerström.
Han har dessutom medverkat som kompositör och musikproducent vid ett antal filmer, bland annat Baz Luhrmanns Romeo & Julia, Daniel Fridells Sökarna, och Liam Norberg, Lena Koppel och Thorsten Flincks Sökarna - Återkomsten.
Sedan 2005 är han medlem i rockgruppen Janis Philosophy och sedan 2007 i ambient-duon Candide. Sommaren 2009 färdigställde han den svenska singer/songwritern Vanjas debutalbum December Diaries.
Holmberg är en av upphovsmännen till Jag är fri (Manne Liem Frije), som är Jon Henrik Fjällgrens bidrag i Melodifestivalen 2015.
Bidraget gick vidare direkt till finalen i Friends Arena.